# DIN 1451

DIN 1451 Mittelschrift: Beispiele der alten Form

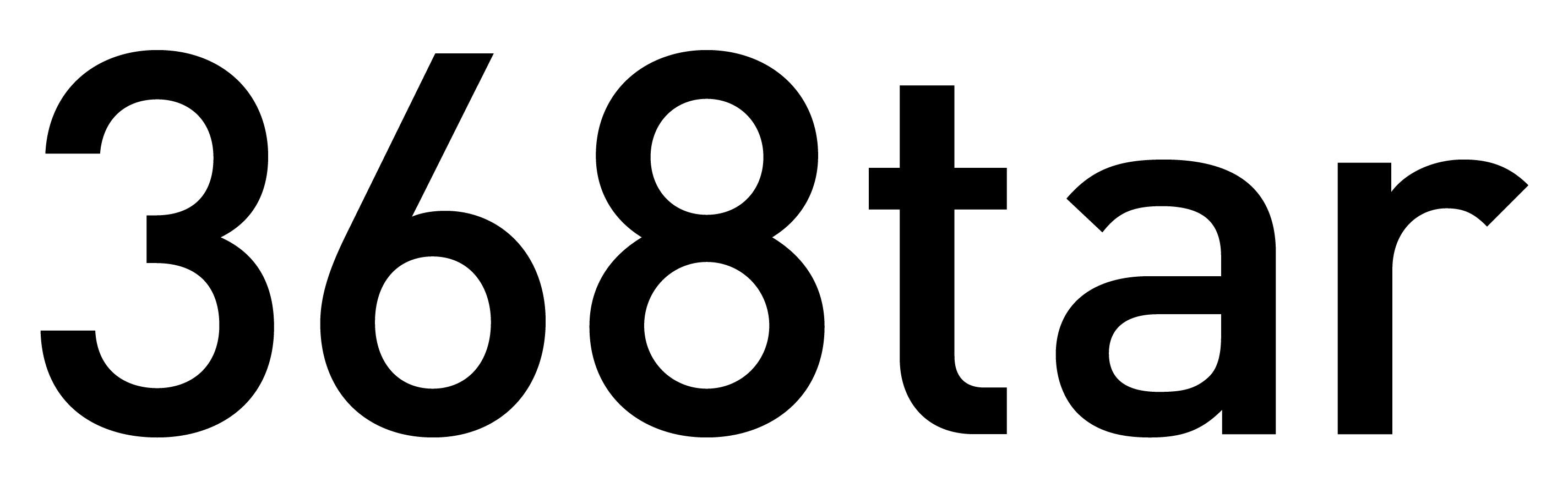
DIN 1451 Mittelschrift: Figuren der 1980 veröffentlichten und 1981 eingeführten Form

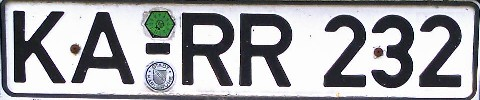
DIN-Schrift auf einem Kfz-Kennzeichen

Aus Sperrholz gefertigte Wegweisertafel, wie sie zwischen 1956 und 1971 aufgestellt wurden. Da die DIN 1451 damals noch vielfach handgemalt auf den Schildern erschien, waren deutliche Abweichungen vom Idealbild möglich.

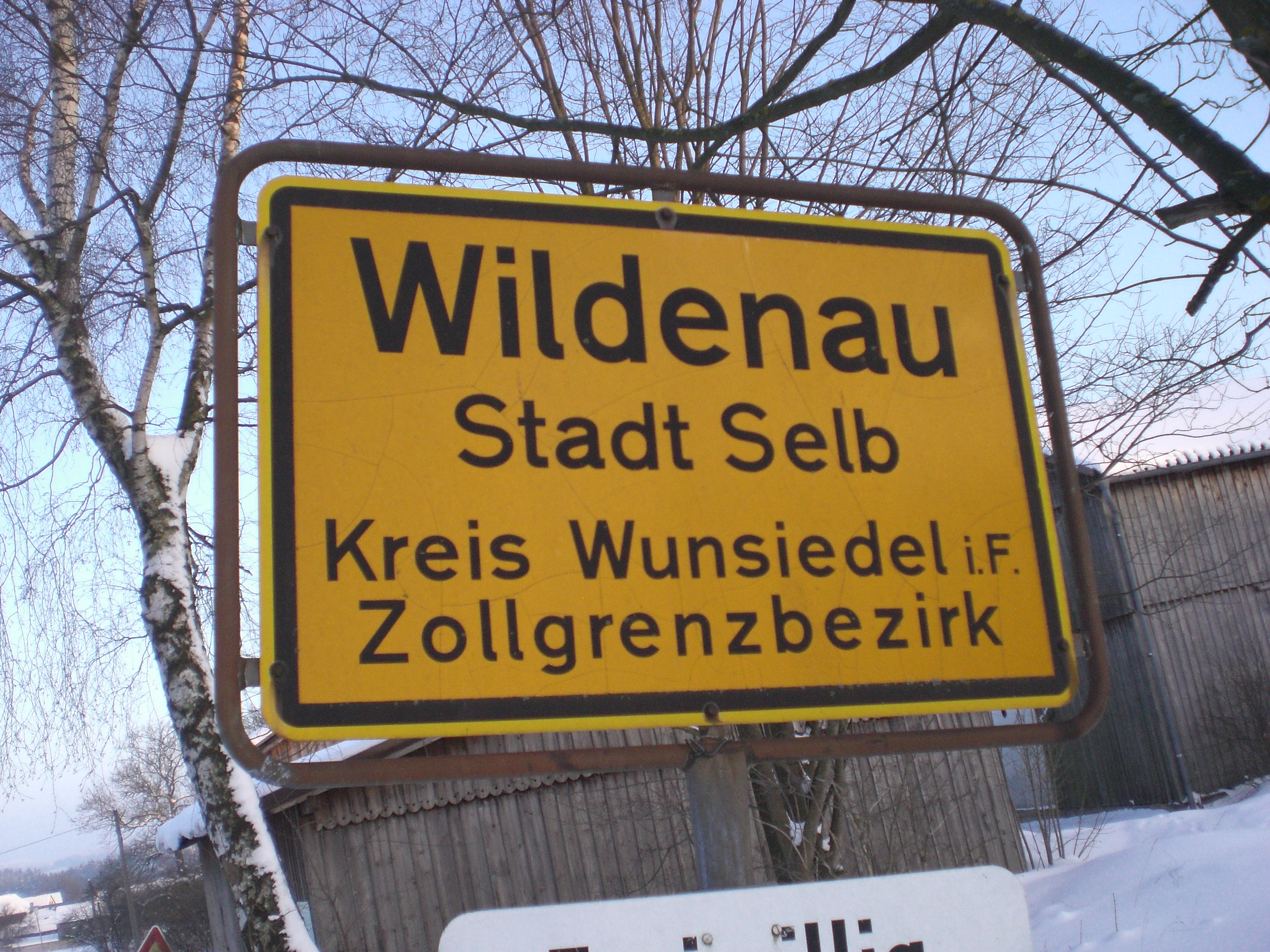
Eine zwischen 1971 und 1981 hergestellte Ortseingangstafel in der alten DIN-Mittelschrift

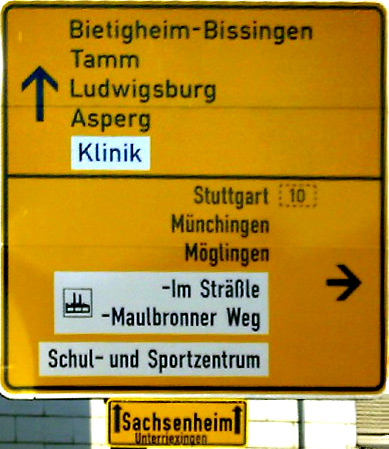
Eine seit 1992 eingesetzte Wegweisertafel mit DIN-Mittelschrift und DIN-Engschrift

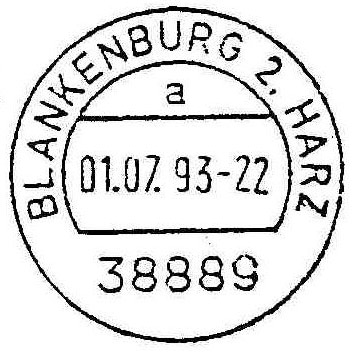
Poststempel
DIN Eng-, Mittel- und Breitschrift

Die DIN 1451 (ab 1931 zunächst als Vornorm, ab 1936 als Norm) beschreibt die Norm-Schrift für die Bereiche Technik und Verkehr. In Deutschland ist sie der allgemeinen Öffentlichkeit von Orts-, Autobahn-, Eisenbahn- und anderen (meist offiziellen) Hinweisschildern bekannt. Viele Jahre fand sie für deutsche Kfz-Kennzeichen Verwendung, bis sie am 1. November 2000 von der FE-Schrift abgelöst wurde.

## Geschichte
Die Schrift geht auf die Musterzeichnung IV 44 von 1906 zurück, die von der unter preußischer Federführung stehenden Preußisch-Hessischen Eisenbahngemeinschaft für Beschriftungen von Schienenfahrzeugen normiert wurde. Der Ingenieur Ludwig Goller (1884–1964), Angestellter der Firma Siemens, war ab 1925 als Vorsitzender des DIN-Ausschusses für Zeichnungen verantwortlich für die Entwicklung der Norm. Zwar stand dabei vor allem ihre Leserlichkeit im Vordergrund, dennoch sollten alle Striche die gleiche Stärke haben (Linear-Antiqua, Groteskschrift), was im Widerspruch zur traditionellen Typografie steht. Die DIN 1451 umfasste zum Zeitpunkt der Erstveröffentlichung 1931 die Schriftarten Engschrift, Mittelschrift und Breitschrift.
Für die Beschriftung von Zeichnungen wurden die Normen DIN 16
und DIN 17 entwickelt.
In der DDR wurde Anfang der 1960er Jahre die DIN 1451 in TGL 0-1451 umbenannt und weiterhin als Normschrift verwendet, u. a. für Poststempel und die Beschriftungen der Reichsbahn. Die Normblätter gab das Amt für Standardisierung heraus.
Über die 1970 veröffentlichte Neufassung der Straßenverkehrs-Ordnung hinaus waren die typographischen Regeln nur relativ grob gefasst. Die Normschrift DIN 1451 in ihrer bisherigen Ausprägung blieb kontinuierlich in Gebrauch. Dies änderte sich 1981, als viele überarbeitete Ziffernzeichen und Figuren verordnet wurden, um eine bessere Lesbarkeit zu erzielen. Zudem entwickelte man Konzepte für eine sorgfältigere Laufweitengestaltung. Auch hierbei stand der Gesichtspunkt verbesserter Lesbarkeit im Vordergrund. Die Breitschrift wurde in die neue Fassung der Norm nicht mehr aufgenommen. Sie kommt heute nur noch selten vor, z. B. auf älteren Orts- und Straßenschildern mit kurzen Namen und auf Poststempeln für die Postleitzahl.
Zurückgezogene Teile und Beiblätter:
- Teil 3: Druckschriften für Beschriftungen,[9]
- Teil 3 Beiblatt 1: Akzidenz-Grotesk,
- Teil 3 Beiblatt 2: Akzidenz-Grotesk-Buch,
- Teil 3 Beiblatt 3: Helvetica,
- Teil 3 Beiblatt 4: Druckschriften; Edel-Grotesk (Teil 3 und die Beiblätter 1–4 wurden zurückgezogen)

## Verwendung außerhalb Deutschlands
Im Verkehrswesen wird die Schrift – oftmals leicht abgewandelt – außer in Deutschland u. a. in Griechenland (Autobahnbeschilderung) sowie in Tschechien, Lettland, Südafrika, Namibia und im Nahen Osten verwendet. In Österreich wurde bis 2011 eine eigene offizielle Normschrift (Austria) angewandt, die von der DIN 1451 abgewandelt ist.

## Varianten

### Deutsche Bahn AG
Die Deutsche Bahn AG verwendet heute – wie schon vorher die Deutsche Bundesbahn – für technische Anschriften an Schienenfahrzeugen die Schrift nach DIN 1451-4, wobei einige wenige Zeichen abgewandelt wurden. So wurde für eine Gewichtsangabe in Tonnen ein anderes t-Zeichen oder für Rauminhalte in Liter ein anderes l-Zeichen vorgeschrieben als im fließenden Text. Da in einer Schriftart aber immer nur eine Zeichenform pro Buchstabe möglich ist, wird allgemein nur noch das „t“ und „l“ wie bei Tonnen und Liter verwendet, wobei das „t“ von der DIN 1451-4 abweicht. Für die Ziffern 6 und 9 wird weiterhin die bis 1980 gültige runde Form verwendet.
Die Schriftarten fette Eng- und Mittelschrift der DIN 1451-4 sind Schriften, die sich aus Rastern zusammensetzen. Bei der Engschrift sind die meisten Zeichen drei Raster breit und sieben Raster hoch. Bei der Mittelschrift sind fast alle Zeichen vier Raster breit und sieben Raster hoch. Die Strichstärke ist immer ein Raster; Rundungen stehen 0,1 Raster über. Somit ist zum Beispiel bei einer Schrifthöhe von 70, das „B“ 70 mm hoch und 30 mm breit. Eine „0“ (Null) ist – da sie oben und unten rund ist – 72 mm hoch und 30 mm breit. Bei der Mittelschrift beträgt die Breite 40 mm. Der Freiraum bis zum nächsten Zeichen beträgt wiederum eine Rasterbreite, und ein Leerzeichen ist ebenfalls mit drei bzw. vier Rastenbreiten zu verwenden.
Für die meisten technischen Anschriften wird die Engschrift für Buchstaben, die Mittelschrift für die Ziffern 0 und 2 bis 9 verwendet. Bei Fahrzeugnummern wird für die Ziffer „1“ abweichend das Zeichen der Engschrift benutzt.
Die Schriftarten der DIN 1451-4 sind nicht als Schriftdatei auf dem Markt erhältlich. Jegliche Schriftdateien mit dem Namen fette Engschrift und fette Mittelschrift beziehen sich eher auf die DIN 1451-3, welche den oben beschriebenen Schriftarten entspricht oder an sie angelehnt ist. Da die Schriftarten nicht verfügbar sind, werden selbst in den Zeichnungen der DB AG meist nur verwandte Schriftarten abgebildet. In den Bemerkungen zur Zeichnung wird dann auf die DIN 1451 G für Engschrift und DIN 1451 H für Mittelschrift nebst Texthöhe verwiesen. Für die meisten Anschriften werden dabei Standardschrifthöhen verwendet; diese betragen 10, 16, 20, 25, 30, 32, 35, 40, 50, 60, 63, 80, 100 und 125 mm. Beispielsweise werden Wagennummern laut UIC 438 in 80 mm hohen Ziffern angeschrieben.

### Berthold-DIN
Vom Schrifthersteller Berthold wurde 1981 unter dem künstlerischen Leiter Günter Gerhard Lange die DIN Mittelschrift und die DIN Engschrift für den Fotosatz entwickelt. Ab Ende der 1980er Jahre wurde sie von Gestaltern immer häufiger verwendet, obwohl sie nicht den klassischen typografischen Regeln entspricht.

### Deutsche Post AG
Die Deutsche Post AG verwendet heute – wie schon vorher die Deutsche Bundespost – für ihre Poststempel die Eng-, Mittel- und Breitschrift nach DIN 1451, wobei die Ziffern 3, 6 und 9 abgewandelt wurden, um Verwechslungen zu vermeiden. Für das Datum wird die Engschrift, für die Ortsbezeichnung die Mittelschrift, und für die Postleitzahl die Breitschrift verwendet.

### FF DIN
Für das Desktop-Publishing wird seit 1995 von FSI FontShop International eine vom Schriftgestalter Albert-Jan Pool um weitere Schriftschnitte ausgebaute und typografisch optimierte „FF DIN“ angeboten. Bei der „FF DIN“ sind die horizontalen Striche im Gegensatz zur bisherigen DIN-Schrift dünner als vertikale – das Prinzip der gleichbleibenden Strichstärke wurde also aufgegeben – und die Übergänge von Kreisen auf Geraden wurden harmonisiert. Es entstand bei dieser Weiterentwicklung eine Großfamilie, die erstmals sogar echte Kursivschnitte, gleichermaßen ausgebaute Condensed-Versionen sowie einen deutlich umfangreicheren Zeichenvorrat und Fremdsprachenausbau enthielt. Obwohl es unter Designern eine Diskussion über die Ästhetik der DIN 1451 gibt, wird insbesondere die FF DIN häufig in Grafik und Werbung eingesetzt, zum Beispiel von Unternehmen wie Nike, Adidas, Yello Strom, Toyota und Jaguar.

### Linotype-DIN
Vom Schrifthersteller Linotype gibt es seit 2009 eine „DIN Next“.

### Microsoft Bahnschrift
Seit Build 16273 ist in Windows 10 die serifenlose Schriftart Bahnschrift enthalten. Die Schriftart lehnt sich laut Microsoft an die DIN 1451 an.

### Neue DIN
Im Januar 2023 veröffentlichte der Berliner Schrifthersteller Fontwerk die von Hendrik Weber, Andreas Frohloff und Olli Meier entworfene „Neue DIN“. Die Schriftfamilie ist eine Interpretation der DIN 1451 und hat ein insgesamt kompaktes und elegantes Erscheinungsbild mit einer Reihe von extremen Breiten (XXCondensed bis XXWide). Sie ist ein Variable-Font und bietet zusätzlich 81 statische Schriftschnitte, die den CSS-Spezifikationen des W3C entsprechen.

## Vergleich

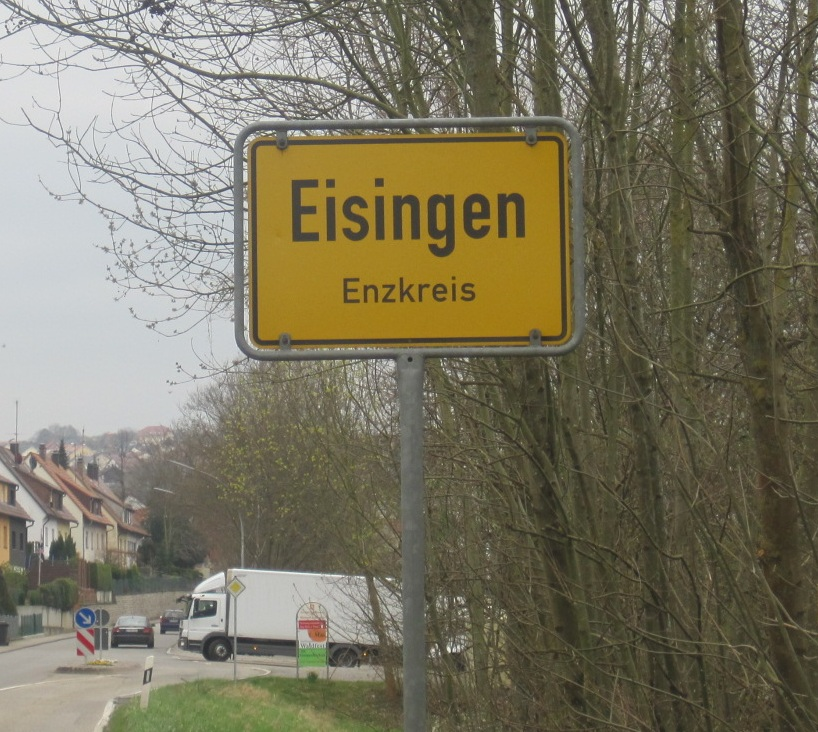
Engschrift
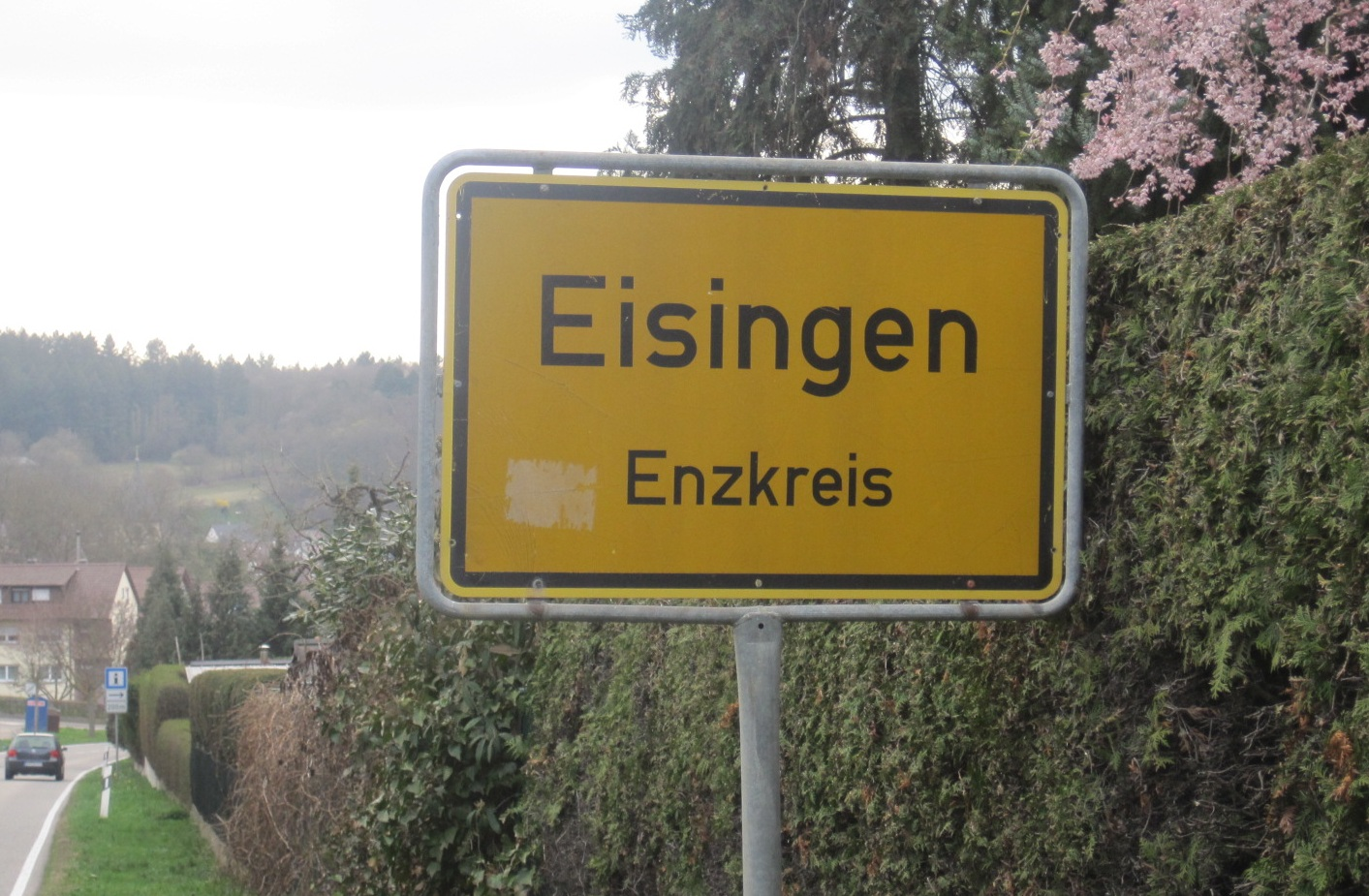
Mittelschrift
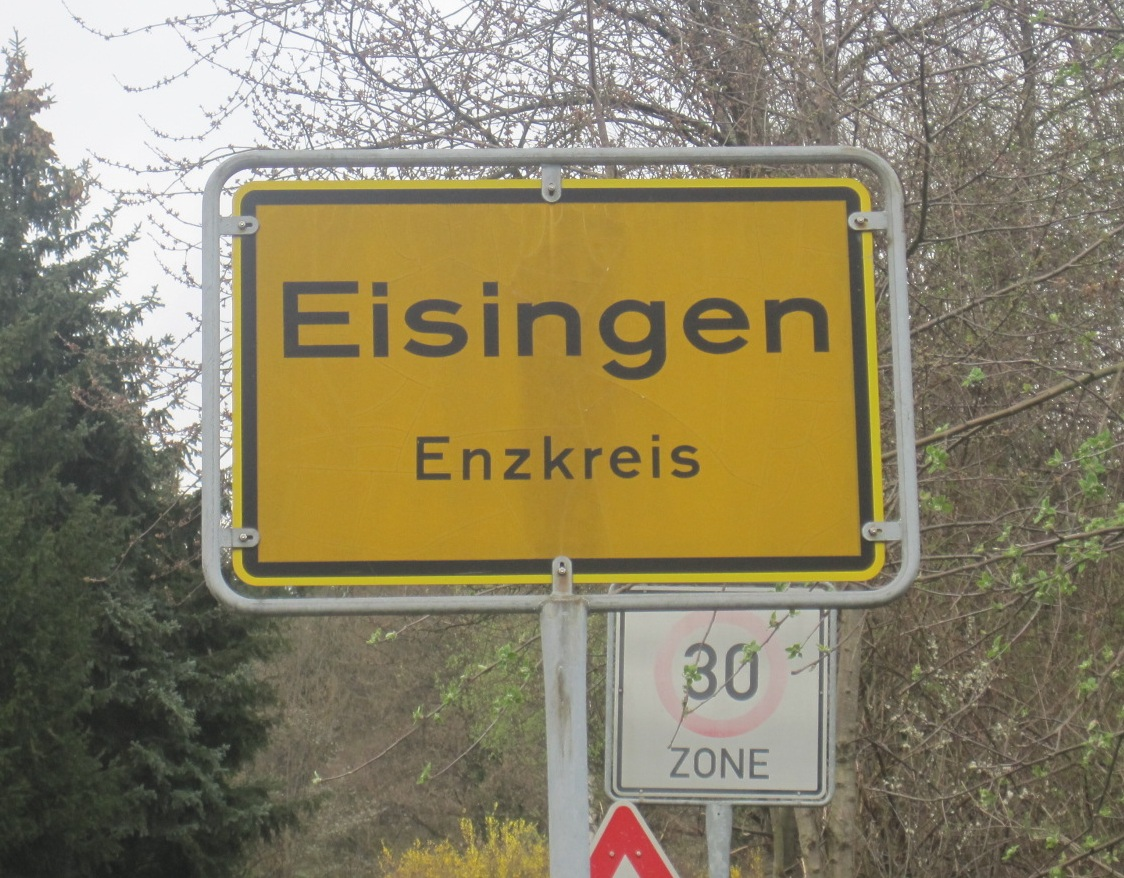
Breitschrift